# 约翰·施塔赫尔
约翰·施塔赫尔（英語：John Stachel，/ˈstætʃəl/，1928年3月29日—2025年5月9日）是一位美国物理学家和科学哲学学者。

## 生平
约翰·施塔赫尔1958年在史蒂文斯理工學院获得物理学博士学位，主要研究方向为廣義相對論，毕业后先后进入理海大學和匹茲堡大學任教，在1964年进入波士頓大學作为教授物理学直至榮譽退休。1977年开始作为波士頓大学的爱因斯坦研究中心主任负责爱因斯坦论文项目，并编纂了前两卷。